# Spicata minidoka
Spicata minidoka är en loppart som först beskrevs av Prince et Stark 1951.  Spicata minidoka ingår i släktet Spicata och familjen fågelloppor. Inga underarter finns listade i Catalogue of Life.